# Natalja Glebova
Natalja Grigorijevna Glebova (ryska: Наталья Григорьевна Глебова), född som Шиве den 30 april 1963 i Kemerovo, är en rysk före detta skridskoåkare som tävlade för Sovjetunionen.
Glebova blev olympisk bronsmedaljör på 500 meter vid vinterspelen 1984 i Sarajevo.